# Фригаст, Петер
Эрнст Петер Люткен Фригаст (дат. Ernst Peter Lütken Frigast; 13 декабря 1889, Копенгаген — 29 ноября 1968, Копенгаген) — датский теннисист и гольфист. Участник летних Олимпийских игр 1912 года.

## Биография
Петер Фригаст родился 13 декабря 1889 года в датском городе Копенгаген.
Выступал в теннисных соревнованиях за «Академиск Болдклуб» из Копенгагена. Четыре раза выигрывал чемпионат Дании: в 1911 году в одиночном разряде, в 1914—1915 и 1917 годах — в парном разряде вместе с Акселем Тайссеном.
В 1912 году вошёл в состав сборной Дании на летних Олимпийских играх в Стокгольме. В одиночном разряде в 1/32 финала проиграл Чарльзу Уинслоу из ЮАС — 5:7, 2:6, 3:6. В парном разряде вместе с Ове Фредериксеном в 1/8 финала уступили Роберту Шпису и Луису Марии Хейдену из Германии — 2:6, 5:7, 3:6.
Также занимался гольфом. В 1918—1921 годах был чемпионом Дании.
Умер 29 ноября 1968 года в Копенгагене.

## Семья
Жена — Мария Луиза Фригаст, датская гольфистка. Чемпионка Дании и Скандинавии.
Сын — Петер Фригаст, датский гольфист. Двукратный чемпион Дании (1945, 1948).